# Рудня-Хочинская
Рудня-Хочинская (укр. Рудня-Хочинська) — село на Украине, основано в 1545 году, находится в Олевском районе Житомирской области.
Код КОАТУУ — 1824487604. Население по переписи 2001 года составляет 259 человек. Почтовый индекс — 11011. Телефонный код — 4135. Занимает площадь 0,82 км².

## Адрес местного совета
11011, Житомирская область, Олевский р-н, с.Хочино, ул.Маликова, 47